# Hochhueb

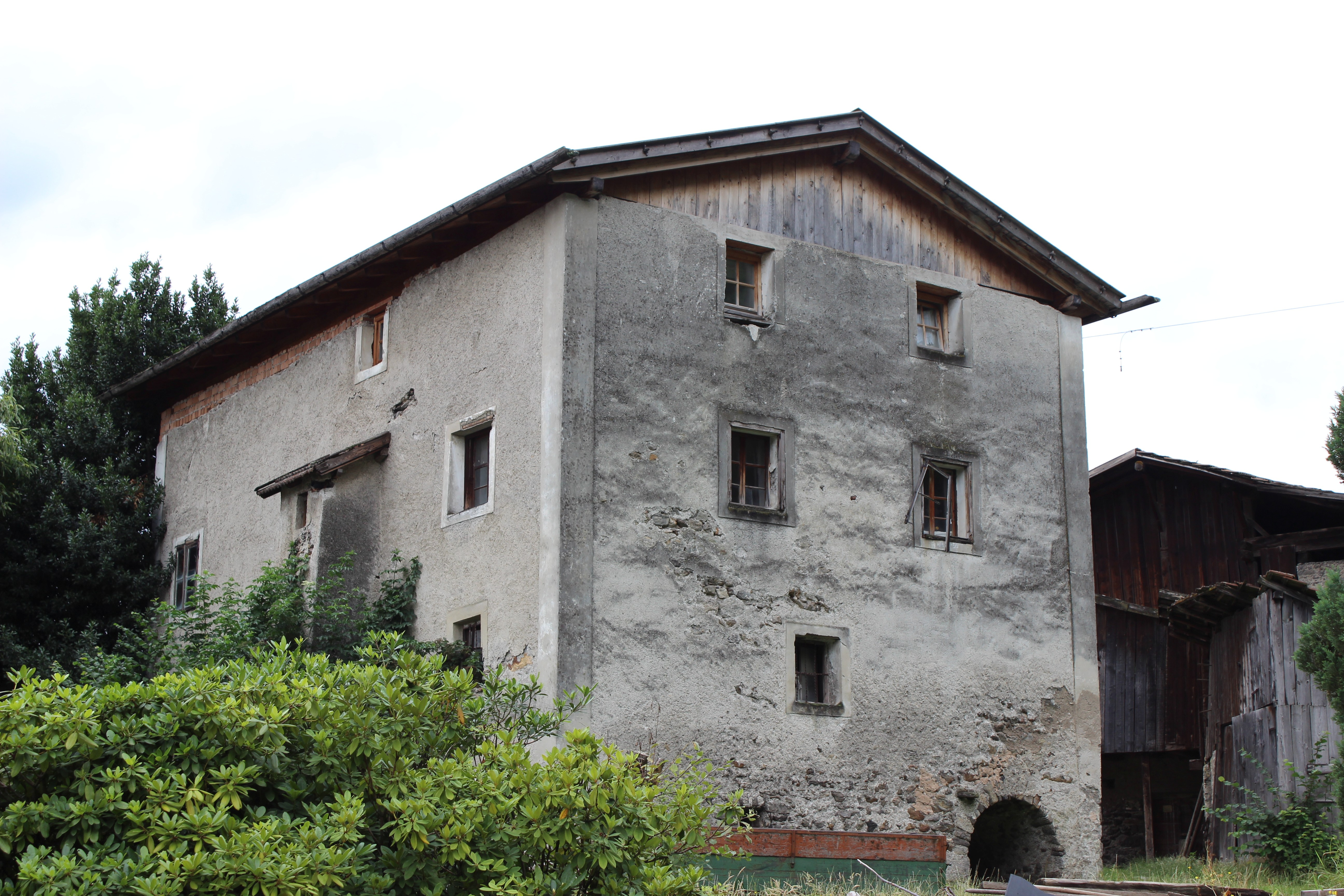
Hochhueb

Der Hof Hochhueb ist ein denkmalgeschütztes Gebäude in Partschins.
Erstmals erwähnt 1418 als Lehen des Bischofs von Salzburg. 1633 im Besitz der von Stachlburg, in neuerer Zeit der Giovanelli, heute Kripp.
Neben der Haustür ist ein römischer Grabstein eingelassen.
Er trägt folgende Inschrift: 
D[is]           M[anibus]

Q[uintus] CAECILI

EUTROPI

M[arcus] ULPIUS PRI

MIGENIUS

FILIO

V[ixit] A[nnos] XXI M[enses] XI

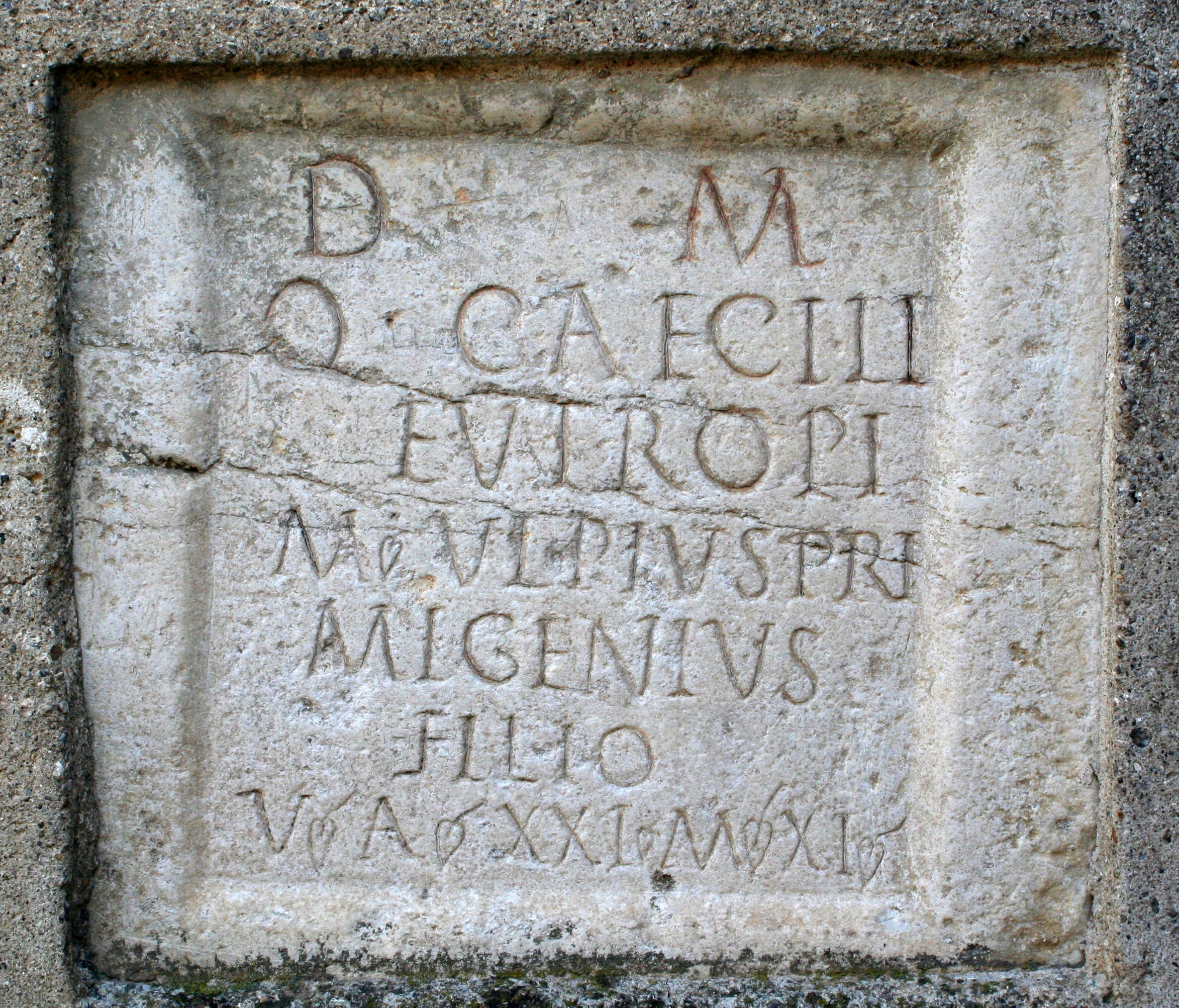
Grabstein beim Hochhueb

„Den Schattengöttern des Quintus Caecilius Eutropius. Marcus Ulpius Primigenius (hat) seinem Sohn (diesen Stein errichtet). Er lebte 21 Jahre, 11 Monate.“